# Institut Balear de la Dona
L'Institut Balear de la Dona és un organisme autònom del Govern de les Illes Balears que va néixer amb els objectius d'elaborar i executar les mesures necessàries per fer efectius els principis d'igualtat de l'home i de la dona, impulsar i promoure la participació de la dona a tots els àmbits i eliminar qualsevol forma de discriminació de la dona a les Illes Balears.
La seva creació fou aprovada pel Ple del Parlament de les Illes Balears el dia 20 d'abril de l'any 2000. La seva seu fou inaugurada per Francesc Antich el 21 de desembre del mateix any. El 21 de juliol de 2023, Catalina Salom Niell fou nomenada directora de l'entitat.